# Overeaters Anonymous
Overeaters Anonymous (OA) ist eine internationale Selbsthilfegruppe für Menschen mit Essstörungen (F50), deren Programm auf den Zwölf Schritten der Anonymen Alkoholiker beruht. Wie in allen Zwölf-Schritte-Gruppen werden keine Mitgliederlisten geführt und die Mitglieder können anonym bleiben.
OA wurde 1960 in den USA in  Los Angeles, Kalifornien, gegründet und ist seit den 1980er in Deutschland ansässig.

## Programm
Nach Auffassung von Overeaters Anonymous handelt es sich bei zwanghaftem Essen um eine Sucht analog zur Abhängigkeit von psychoaktiven Substanzen (Alkohol, Drogen, Nikotin) und substanzungebundener Abhängigkeit (Spielsucht, Arbeitssucht).
OA richtet sich an Menschen, die an Essanfällen (Binge Eating), Magersucht (Anorexia nervosa) und Ess-Brech-Sucht (Bulimie) leiden. Die Selbsthilfegruppen nutzen das Zwölf-Schritte-Programm der Anonymen Alkoholiker in einer angepassten Variante; so werden die Begriffe „Alkohol“ und „Alkoholiker“ gegen „Essen“ und „zwanghafter Esser“ ersetzt.

## Finanzierung
OA erhebt keine Beiträge oder Gebühren für die Zugehörigkeit, sondern erhält sich selbst ausschließlich durch Spenden der Mitglieder. Während der meisten Treffen werden Spenden gesammelt, um die Ausgaben für z. B. Miete und Literaturerstellung zu decken. OA nimmt keine Spenden von außen an.